# 迈尔季
迈尔季（羅馬化：Al Marǧ，直译：「草地」 ，/ˈmɑrdʒ/）, 是利比亚东北部的一座城市，是邁爾季省的首府。它坐落于一处高地上，该市与地中海被 Akhdar山 的一部分所分隔开。
2007年有12万人，市区有许多银行和邮局。